# Monte Grande (Cabo Verde)
Monte Grande es una localidad caboverdiana del municipio de São Filipe.

## Geografía
La localidad está situada en la isla de Fogo.

## Organización territorial
La localidad abarca los lugares y barrios de:
- Boca Larga
- Cutelo Capado
- Fugido
- Monte Grande
- Tchanzim